# Marcolino Ramos
Marcolino do Nascimento Ramos (Bahia, 25 de outubro de 1837 – 21 de agosto de 1909) foi um militar e político brasileiro.
Filho de Manuel do Nascimento Ramos e de Carlota Maria das Dores. Casou com Ambrosina Amélia de Souza Ramos.
Foi alferes, secretário do 2° Corpo de Cavalaria de São Miguel da Terra Firme, em 23 de setembro de 1871.
Foi deputado à Assembleia Legislativa de Santa Catarina na 3ª legislatura (1898 — 1900).